# Referendum konstytucyjne na Malcie w 1964 roku
Referendum konstytucyjne odbyło się na Malcie w dniach 2–4 maja 1964. Nowa konstytucja została zatwierdzona przez 54,5% wyborców i weszła w życie 21 września 1964. Było to w istocie referendum w sprawie niepodległości, gdyż nowa konstytucja przyznała krajowi samorządność.

## Pytanie
Pytanie skierowane do elektoratu brzmiało: „Czy zgadzasz się z konstytucją zaproponowaną przez rząd Malty, zatwierdzoną przez Zgromadzenie Ustawodawcze i opublikowaną w Malta Gazette?”

## Wyniki
| Odpowiedź                               | Głosy   | %    |
| --------------------------------------- | ------- | ---- |
| Za                                      | 65,714  | 54.5 |
| Przeciw                                 | 54,919  | 45.5 |
| Nieważna/Brak odpowiedzi                | 9,016   | –    |
| Razem                                   | 129,649 | 100  |
| Głosujących zarejestrowanych/frekwencja | 162,743 | 79.7 |
| Źródło: Nohlen & Stöver                 |         |      |